# La Buxerette
La Buxerette là một xã tại tỉnh Indre khu vực trung bộ Pháp. Xã này có diện tích 10,99 km², dân số thời điểm năm 1999 là 128 người. Khu vực này có độ cao trung bình 372 mét trên mực nước biển.
Sông Bouzanne tạo thành ranh giới phía tây của thị trấn.